# Сергеевка (Акмолинская область)
Серге́евка (каз. Сергеевка) — село в Атбасарском районе Акмолинской области Казахстана. Административный центр Сергеевского сельского округа. Код КАТО — 113857100.

## География
Село расположено на берегу реки Ишим, в центрально-западной части района, на расстоянии примерно 25 километров (по прямой) к юго-западу от административного центра района — города Атбасар.
Абсолютная высота — 272 метров над уровнем моря.
Климат холодно-умеренный, с хорошей влажностью. Среднегодовая температура воздуха положительная и составляет около +4,0°С. Среднемесячная температура воздуха в июле достигает +20,6°С. Среднемесячная температура января составляет около −15,2°С. Среднегодовое количество осадков составляет около 390 мм. Основная часть осадков выпадает в период с июня по июль.
Ближайшие населённые пункты: село Акана Курманова — на юго-востоке, село Караколь — на юге, село Самарка — на западе.
Близ села проходит автодорога Р-217.

## Население
В 1989 году население села составляло 2062 человек (из них немцы — 41 %, русские — 35 %).
В 1999 году население села составляло 1897 человек (904 мужчины и 993 женщины). По данным переписи 2009 года, в селе проживало 1158 человек (574 мужчины и 584 женщины).
| Численность населения | Численность населения | Численность населения |
| 1989                  | 1999                  | 2009                  |
| --------------------- | --------------------- | --------------------- |
| 2062                  | ↘1897                 | ↘1158                 |

## Известные жители и уроженцы
- Босенко, Максим Степанович (1902—1976) — Герой Социалистического Труда.

## Улицы[5]
- ул. Абая Кунанбаева,
- ул. Амангельды,
- ул. Есиль,
- ул. Жастар,
- ул. Желтоксан,
- ул. Жибек жолы,
- ул. им. Абылай хана,
- ул. им. Жамбыла,
- ул. им. Ильяса Есенберлина,
- ул. им. Кенесары,
- ул. им. Мухтара Аблязова,
- ул. им. Шокана Уалиханова,
- ул. Казахстан,
- ул. Кокше,
- ул. Мектеп,
- ул. Сарыарка.